# Simeon van Trier

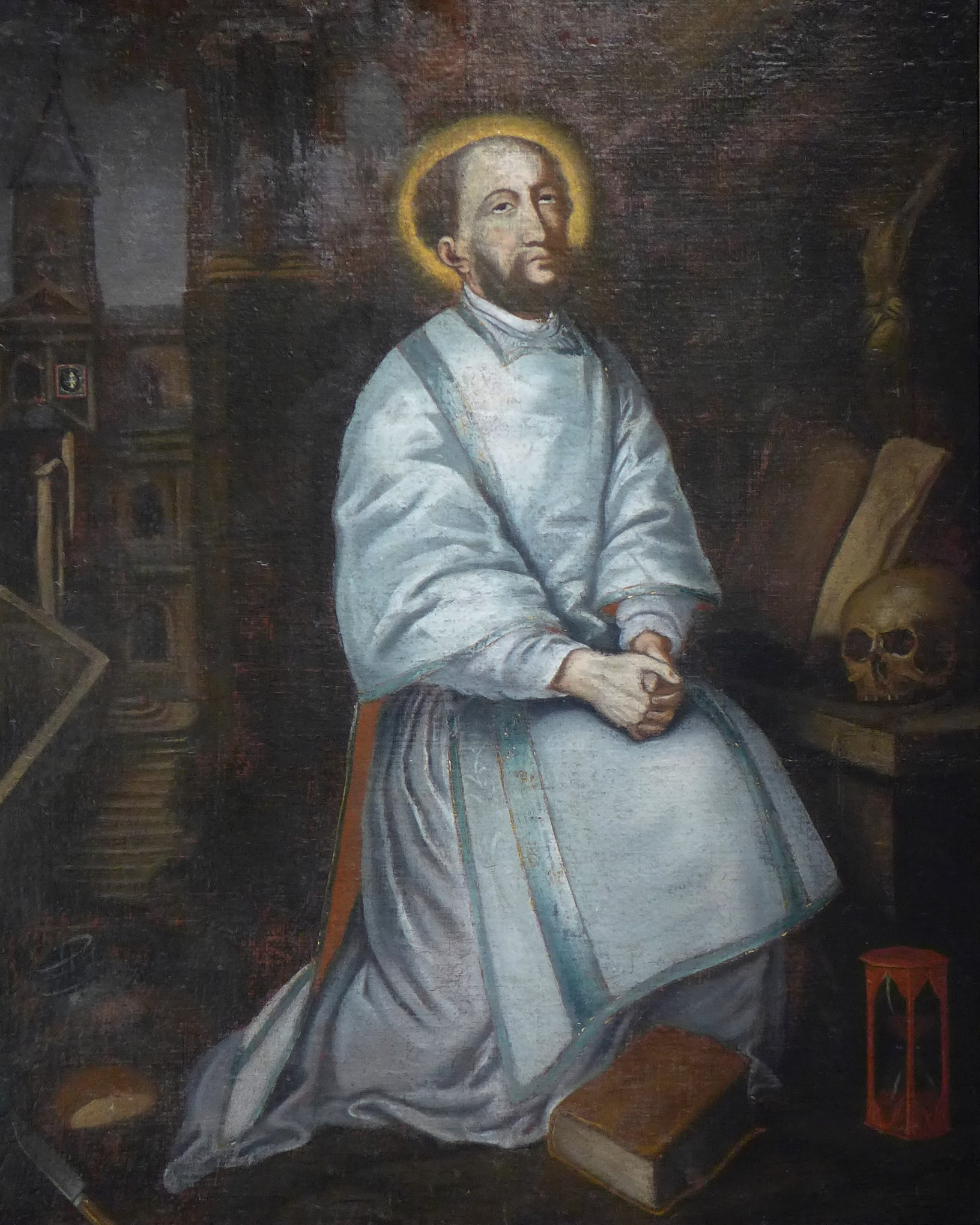
Heilige Simeon van Trier. Noteer een kerktoren bovenop de Porta Nigra.

Simeon van Trier, ook genoemd Simeon van Syracuse (Syracuse, eind 10e eeuw – Trier, 1 juni 1035) was een Griekstalige in het Emiraat Sicilië. Hij leefde als monnik in het Heilige Land onder bestuur van de Fatimiden. Aan het einde van zijn leven leefde hij als asceet in Trier, onder gezag van aartsbisschop Poppo van Babenberg. 
Simeon van Trier is een heilige zowel in de Roomse Kerk als in de Grieks-Orthodoxe Kerk.

## Levensloop

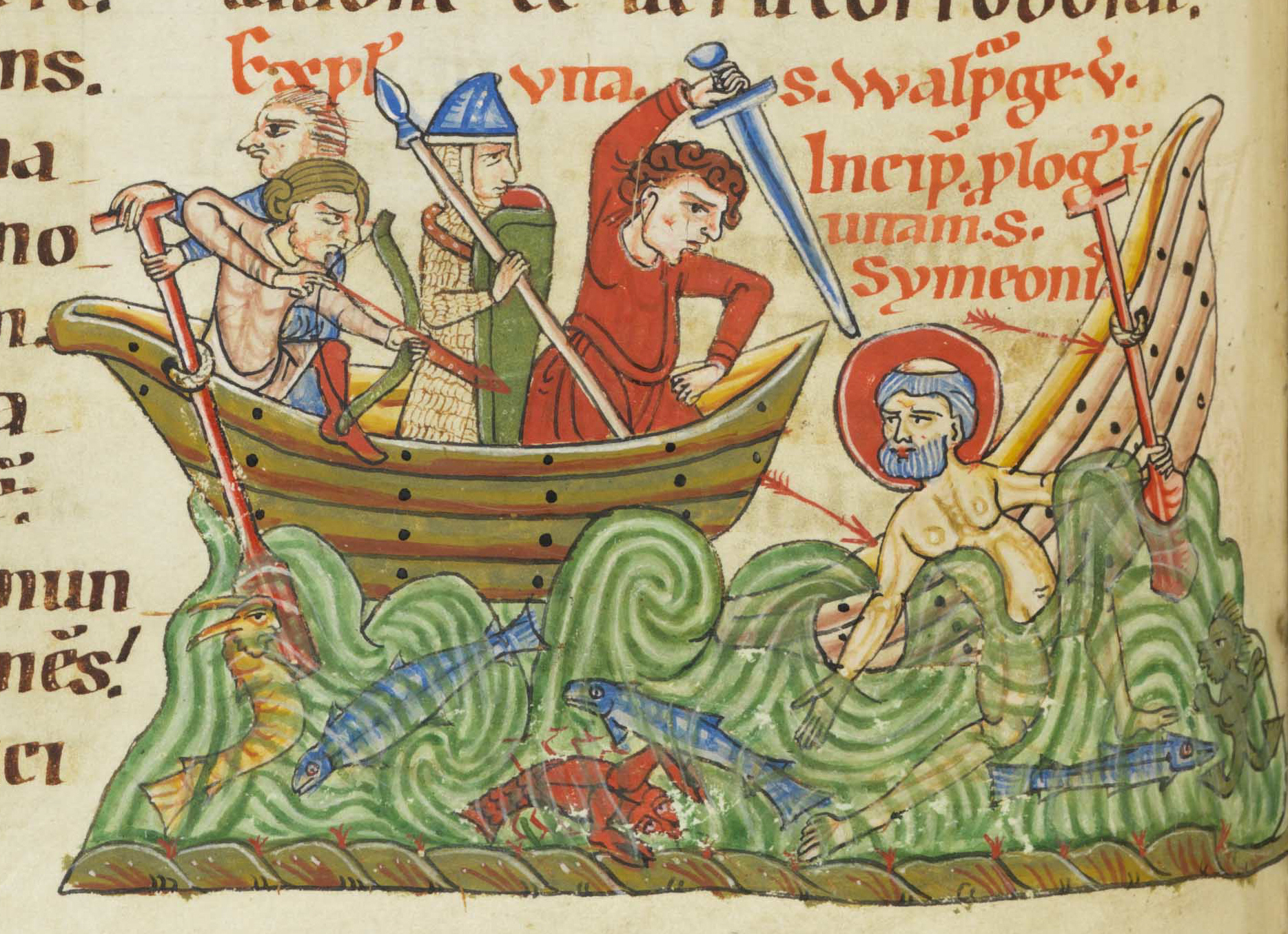
Piraten vallen Simeon aan

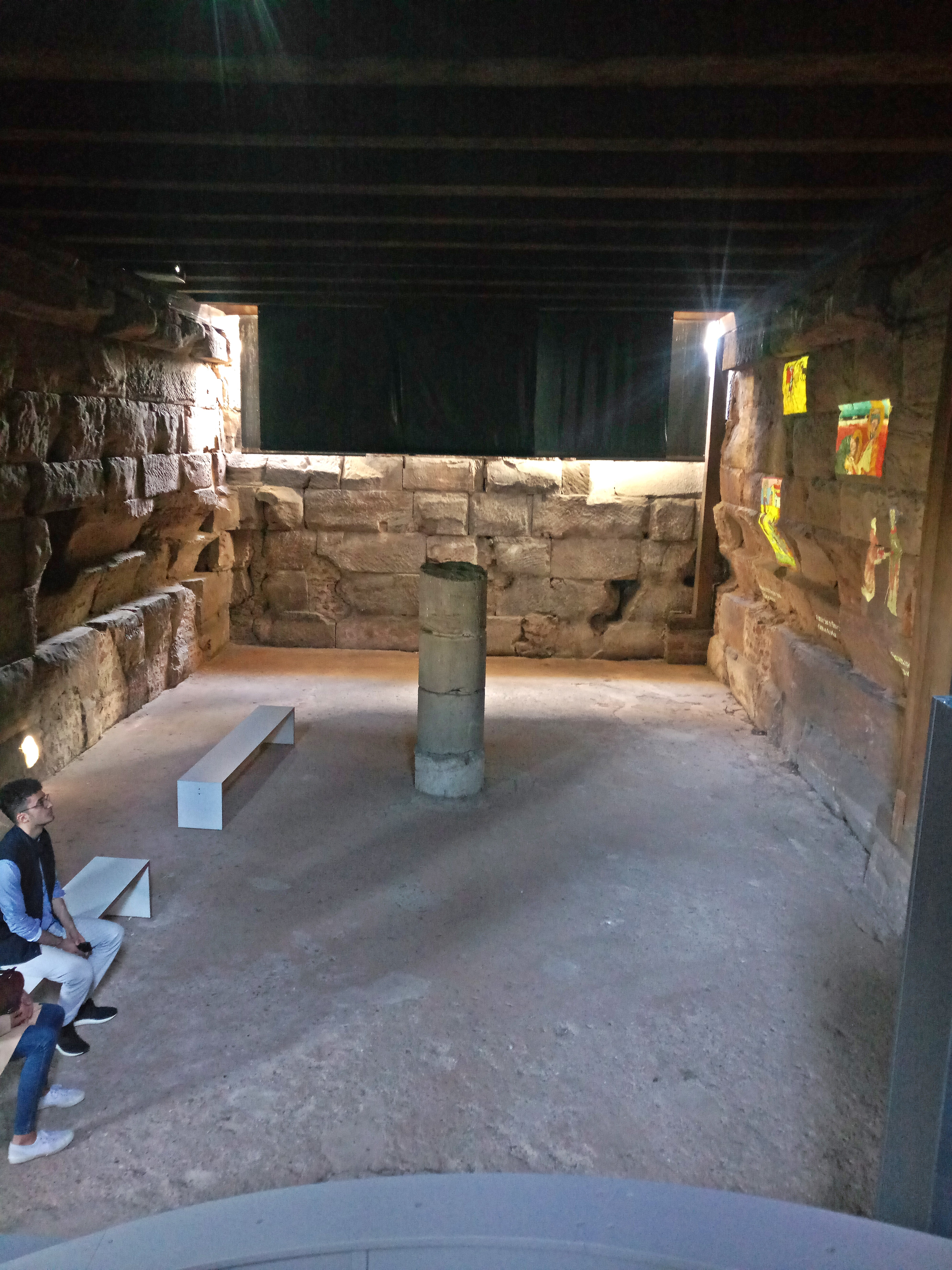
Simeonsklause in de Porta Nigra

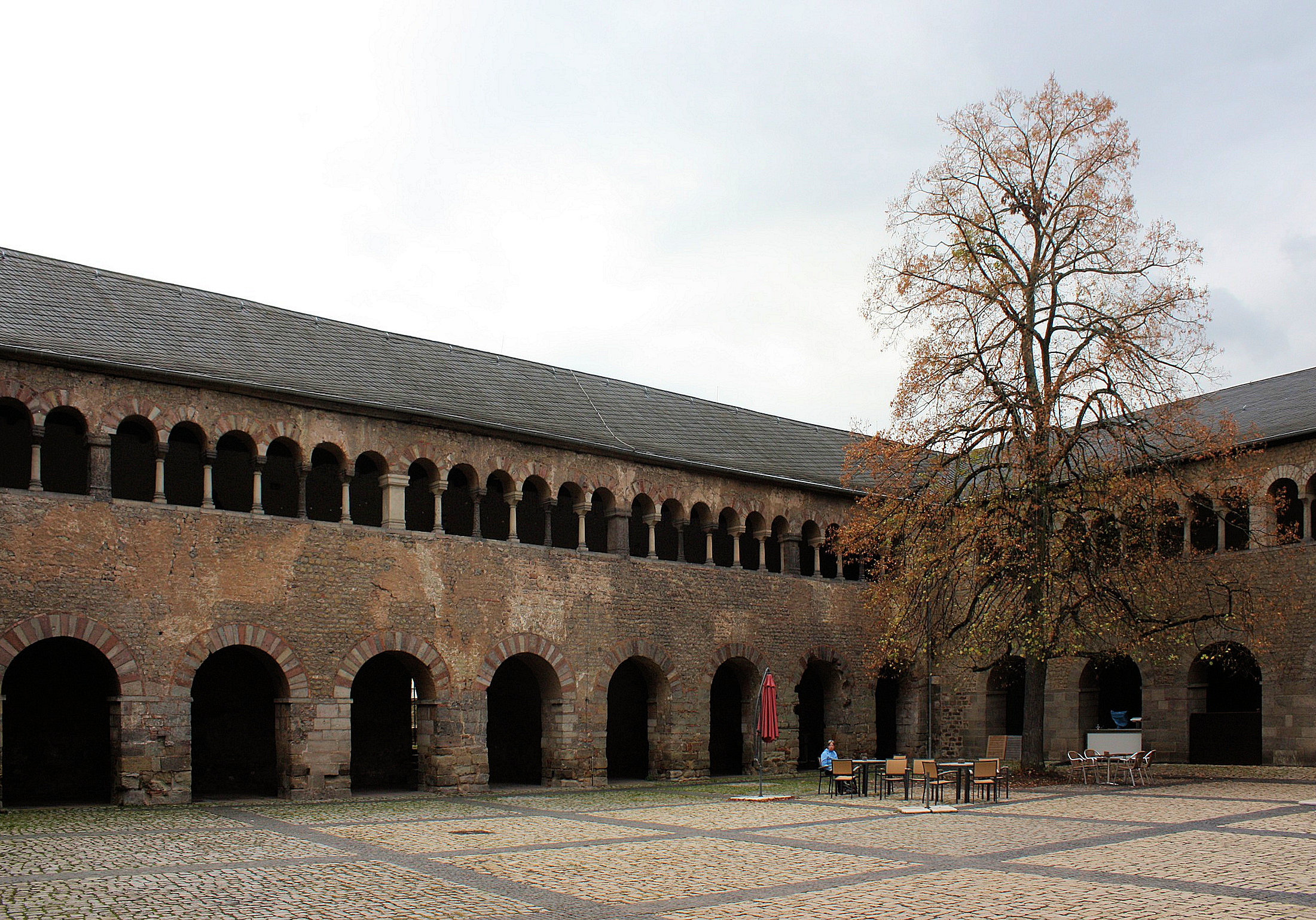
Stedelijk Museum Simeonstift in Trier

Over het leven van Simeon van Trier is enkel bekend wat in heiligenlevens verhaald wordt.
Simeon was een zoon van een Griekstalige patriciër in Syracuse, een stad op Sicilië. Het was een stad in het Emiraat Sicilië. Om een goede Griekse opleiding te krijgen stuurde zijn vader hem naar Constantinopel, hoofdstad van het Byzantijnse Rijk. Simeon was toen zeven jaar. Eenmaal volwassene voelde hij zich aangetrokken tot het monnikenleven in het Heilig Land, dat een deel was van het kalifaat van de Fatimiden. Het was aan pelgrims vanuit het Byzantijnse Rijk toegestaan om heilige plaatsen zoals Jeruzalem te bezoeken. Simeon begeleidde Byzantijnse pelgrims op hun tochten. Na een tijdje vestigde hij zich in een klooster in Bethlehem, wat hij vervolgens omwisselde voor het omvangrijkere Katharinaklooster in de Sinaïwoestijn. 
Simeon was meerdere talen machtig: Grieks, Arabisch, Koptisch, Syrisch en Kerklatijn.
Zijn abt stuurde Simeon naar het hertogdom Normandië, meer bepaald naar hertog Richard II van Normandië, bijgenaamd Richard de Goede. Simeon kreeg de opdracht aalmoezen te bedelen bij de hertog. Het schip met Simeon aan boord werd overvallen door piraten; volgens sommige auteurs van heiligenlevens was dit op de Nijl. De mensen aan boord werden uitgemoord doch Simeon slaagde erin Antiochië ad Orontem te bereiken, een van de metropolen van het Byzantijnse Rijk. Daar maakte hij kennis met twee abten. Deze twee waren op de terugreis van het Heilige Land. Het ging om Richard, abt van de abdij Saint-Vanne in Verdun, Lotharingen, en Eberwin, abt van de abdij Sankt-Martin in Trier, een aartsbisschoppelijke stad in het paltsgraafschap aan de Rijn. De wegen tussen Simeon en Richard en Eberwin scheidden zich op zeker moment. Volgens sommige auteurs was dit in Belgrado. Simeon trok naar Rouen om hertog Richard II te ontmoeten (1027). 
Toen bleek dat Richard II overleden was in 1026, zocht Simeon zijn toevlucht in Verdun en in Trier. In Trier stelde Eberwin Simeon voor aan aartsbisschop Poppo van Babenberg. Op vraag van Poppo begeleidde Simeon hem naar het Heilig Land en op de terugweg naar Trier (circa 1028-1030).
Terug in Trier liet Simeon zich inmetselen in de oostelijke toren van de Porta Nigra. Poppo leidde de plechtigheid. 
Rond de kluizenarij van Simeon kwamen gelovigen bidden en ontstonden er verhalen over wonderen. De Porta Nigra werd Poort van Simeon genoemd. Naar aanleiding van zijn dood stelden zowel Eberwin als Poppo vast dat Simeon veel aantrekking had bij gelovigen. Poppo stelde een heiligenleven op. De Grieks-Orthodoxe Kerk verklaarde Simeon van Syracuse heilig. Zeven jaar na Simeon’s dood verklaarde paus Benedictus IX hem heilig. Kennelijk was dit de tweede heiligverklaring door een paus in de Roomse Kerkgeschiedenis.

## Verering
Aartsbisschop Poppo startte met de heiligenverering rond Simeon. De oostelijke toren van de Porta Nigra werd afgebroken. In de plaats kwam een kerktoren. Aan en rond de Porta Nigra verrees een klooster, genoemd Simeonstift. Relikwieën van Simeon werden vereerd in de Dom van Trier, onder meer zijn kamelenharen muts. 
Heiligenlevens over hem werden neergepend. 
Ten tijde van het Napoleontisch bestuur in het Rijnland, besloten de Fransen de middeleeuwse bouwsels op de Porta Nigra af te breken. De kluis van Simeon genoemd Simeonsklause in de oostelijke toren is wel bewaard gebleven. Het Simeonstift is later omgevormd tot het Stedelijk Museum van Trier.